# لارنسیو رگکامف
لارنسیو رگکامف (رومانیایی: Laurențiu Reghecampf؛ زادهٔ ۱۹ سپتامبر ۱۹۷۵) بازیکن سابق و مربی فوتبال اهل رومانی است.
از باشگاه‌هایی که در آن بازی کرده است می‌توان به باشگاه فوتبال استوا بخارست، باشگاه فوتبال آلمانیا آخن، باشگاه فوتبال لیتکس لووچ، باشگاه فوتبال انرژی کوتبوس و باشگاه فوتبال کایزرسلاوترن اشاره کرد.

## افتخارات

### به عنوان بازیکن
ترگوویشته
- لیگ دسته دوم رومانی: ۹۶–۱۹۹۵
- لیگ دسته سوم رومانی: ۹۵–۱۹۹۴

استوا بخارست
- لیگ دسته اول رومانی: ۹۷–۱۹۹۶، ۹۸–۱۹۹۷
- جام حذفی رومانی: ۹۷–۱۹۹۶
- سوپر جام رومانی: ۱۹۹۸

لیتکس لووچ
- لیگ حرفه‌ای دسته اول بلغارستان: ۹۹–۱۹۹۸

### به عنوان سرمربی
استوا بخارست
- لیگ دسته اول رومانی: ۱۳–۲۰۱۲، ۱۴–۲۰۱۳
- سوپر جام رومانی: ۲۰۱۳
- لیگ‌کاپ رومانی: ۱۶–۲۰۱۵

الهلال
- نائب قهرمانی لیگ قهرمانان آسیا: ۲۰۱۴
- نائب قهرمانی جام ولیعهد عربستان: ۱۵–۲۰۱۴

الوحده
- جام اتصالات امارات: ۱۸–۲۰۱۷
- سوپر جام امارات: ۲۰۱۷، ۲۰۱۸
- نائب قهرمانی لیگ برتر امارات متحده عربی: ۱۸–۲۰۱۷

نفتچی باکو
- نائب قهرمانی جام حذفی فوتبال جمهوری آذربایجان: ۲۳–۲۰۲۲

شخصی
- سرمربی ماه رومانی از دید نشریهٔ گازتا اسپورتوریلر: اکتبر ۲۰۲۱
- سرمربی سال رومانی از دید نشریهٔ گازتا اسپورتوریلر: ۲۰۱۳